# Deutsche Leichtathletik-Hallenmeisterschaften 2005
Die 52. Deutschen Leichtathletik-Hallenmeisterschaften fanden vom 19. bis 20. Februar 2005 im Glaspalast Sindelfingen statt. Zum zwölften Mal war Sindelfingen Gastgeber.
Die 3-mal-1000-Meter-Staffel der Männer wurde im Rahmen der Deutschen Jugendmeisterschaften ausgetragen, welche eine Woche vorher ebenfalls in Sindelfingen stattfanden.
Die Mehrkämpfe (Siebenkampf bei den Männern und Fünfkampf bei den Frauen) wurden am 29. und 30. Januar in Halle (Saale) ausgetragen.

## Medaillengewinner

### Männer
| Disziplin      | Gold                                                                                 | Leistung     | Silber                                                                                  | Leistung     | Bronze                                                                                          | Leistung     |
| -------------- | ------------------------------------------------------------------------------------ | ------------ | --------------------------------------------------------------------------------------- | ------------ | ----------------------------------------------------------------------------------------------- | ------------ |
| 60 m           | Tobias Unger (LAZ Salamander)                                                        | 6,60 s       | Marc Blume (TV Wattenscheid 01)                                                         | 6,61 s       | Tim Goebel (TSV Bayer 04 Leverkusen)                                                            | 6,62 s       |
| 200 m          | Tobias Unger (LAZ Salamander)                                                        | 20,56 s      | Sebastian Ernst (FC Schalke 04)                                                         | 20,98 s      | Alexander Kosenkow (TV Wattenscheid 01)                                                         | 21,22 s      |
| 400 m          | Sebastian Gatzka (LG Eintracht Frankfurt)                                            | 46,90 s      | Florian Seitz (OSC Berlin)                                                              | 46,96 s      | Ruwen Faller (SC Magdeburg)                                                                     | 47,37 s      |
| 800 m          | René Herms (LG Asics Pirna)                                                          | 1:53,05 min  | Nico Motchebon (LAZ Salamander)                                                         | 1:53,31 min  | Toni Mohr (LC Cottbus)                                                                          | 1:53,64 min  |
| 1500 m         | Wolfram Müller (LAV Asics Tübingen)                                                  | 3:44,47 min  | Stefan Eberhardt (LC Erfurt)                                                            | 3:44,91 min  | Jonas Stifel (LG Nord Berlin)                                                                   | 3:46,56 min  |
| 3000 m         | Jan Fitschen (TV Wattenscheid 01)                                                    | 7:55,99 min  | Filmon Ghirmai (LAV Asics Tübingen)                                                     | 8:08,48 min  | Sebastian Hallmann (LAV Asics Tübingen)                                                         | 8:09,03 min  |
| 60 m Hürden    | Thomas Blaschek (LAZ Leipzig)                                                        | 7,64 s       | Claude Edorh (LAZ Leipzig)                                                              | 7,70 s       | Jan Schindzielorz (LG Erlangen)                                                                 | 7,72 s       |
| 4 × 200 m      | TV Wattenscheid 01Alexander Kosenkow Marc Blume Holger Blume Jan-Christopher Schulte | 1:25,19 min  | TSV Friedberg-FauerbachTill Helmke Nils Müller Thilo Daxer Michael Weber                | 1:26,09 min  | LAC Quelle Fürth/München/WürzburgFlorian Rentz Christian Blum Kai Doskoczynski Christoph Lehner | 1:26,61 min  |
| 4 × 400 m      | SC MagdeburgBastian Swillims Jens Dautzenberg Lars Förster Ruwen Faller              | 3:10,78 min  | LG Eintracht FrankfurtChristian Duma Sebastian Gatzka Henning Kuschewitz Thomas Wilhelm | 3:11,02 min  | OSC BerlinFlorian Seitz Stefan Beyer Martin Ernst Christian Hoch                                | 3:13,02 min  |
| 3 × 1000 m     | LC ErfurtChristoph Moormann Andreas Freimann Stefan Eberhardt                        | 7:14,45 min  | LG Olympia DortmundChristophe Chayriguet Ansgar Varnhagen Steffen Co                    | 7:16,53 min  | LAC BerlinSteffen Berger René Schulze Sascha Stephan                                            | 7:16,78 min  |
| 5000 m Gehen   | Jan Albrecht (Team Erfurt)                                                           | 19:09,60 min | André Höhne (SCC Berlin)                                                                | 19:32,19 min | Michael Krause (LG Offenburg)                                                                   | 20:06,94 min |
| Hochsprung     | Matthias Haverney (SC Magdeburg)                                                     | 2,22 m       | Daniel Schäfer (Team Erfurt)                                                            | 2,18 m       | Eike Onnen (LG Hannover)                                                                        | 2,18 m       |
| Stabhochsprung | Danny Ecker (TSV Bayer 04 Leverkusen)                                                | 5,75 m       | Fabian Schulze (LAZ Salamander)                                                         | 5,70 m       | Tim Lobinger (ASV Köln)                                                                         | 5,70 m       |
| Weitsprung     | Nils Winter (TSV Bayer 04 Leverkusen)                                                | 8,02 m       | Andreas Pohle (Ohrdrufer LV)                                                            | 7,80 m       | Peter Rapp (LAV Asics Tübingen)                                                                 | 7,79 m       |
| Dreisprung     | Andreas Pohle (Ohrdrufer LV)                                                         | 16,41 m      | Charles Friedek (TSV Bayer 04 Leverkusen)                                               | 16,17 m      | Hrvoje Verzi (LAC Quelle)                                                                       | 15,98 m      |
| Kugelstoßen    | Andy Dittmar (LG Ohra Hörselgas)                                                     | 20,14 m      | Peter Sack (LAZ Leipzig)                                                                | 19,77 m      | Detlev Bock (VfL Wolfsburg)                                                                     | 19,69 m      |
| Siebenkampf    | Norman Müller (Hallesche LA-Freunde)                                                 | 5802 Punkte  | Lars Albert (LAC Elm)                                                                   | 5706 Punkte  | Stefan Hommel (SSV Ulm 1846)                                                                    | 5659 Punkte  |

### Frauen
| Disziplin      | Gold                                                                           | Leistung     | Silber                                                              | Leistung     | Bronze                                                       | Leistung     |
| -------------- | ------------------------------------------------------------------------------ | ------------ | ------------------------------------------------------------------- | ------------ | ------------------------------------------------------------ | ------------ |
| 60 m           | Marion Wagner (USC Mainz)                                                      | 7,27 s       | Nadine Hentschke (MTG Mannheim)                                     | 7,29 s       | Franziska Bertenbreiter (LAC Quelle Fürth/München/Würzburg)  | 7,41 s       |
| 200 m          | Birgit Rockmeier (LG Olympia Dortmund)                                         | 23,45 s      | Grit Breuer (SC Potsdam)                                            | 23,68 s      | Marion Wagner (USC Mainz)                                    | 23,92 s      |
| 400 m          | Claudia Marx (Team Erfurt)                                                     | 52,46 s      | Claudia Hoffmann (SC Potsdam)                                       | 53,04 s      | Nadine Balkow (LG Nike Berlin)                               | 54,94 s      |
| 800 m          | Claudia Gesell (TSV Bayer 04 Leverkusen)                                       | 2:01,72 min  | Monika Gradzki (TV Wattenscheid 01)                                 | 2:02,19 min  | Janina Goldfuß (TV Wattenscheid 01)                          | 2:05,32 min  |
| 1500 m         | Antje Möldner (SC Potsdam)                                                     | 4:16,20 min  | Carmen Rüdiger (SCC Berlin)                                         | 4:16,49 min  | Sabrina Mockenhaupt (LG Sieg)                                | 4:16,70 min  |
| 3000 m         | Sabrina Mockenhaupt (LG Sieg)                                                  | 9:29,59 min  | Andreina Byrd (MTG Mannheim)                                        | 9:36,58 min  | Katharina Schley (LAC Veltins Hochsauerland)                 | 10:04,99 min |
| 60 m Hürden    | Kirsten Bolm (MTG Mannheim)                                                    | 7,93 s       | Nadine Hentschke (MTG Mannheim)                                     | 8,02 s       | Judith Ritz (LAZ Leipzig)                                    | 8,15 s       |
| 4 × 200 m      | MTG MannheimSabrina Mulrain Johanna Kedzierski Nadine Hentschke Anne Möllinger | 1:35,43 min  | SC PotsdamGrit Breuer Claudia Hoffmann Julia Hilgendorf Antje Laube | 1:37,15 min  | LG StaufenAlice Reuss Sofia Schulte Judith Beck Heike Csader | 1:38,22 min  |
| 3000 m Gehen   | Sabine Zimmer (SC Potsdam)                                                     | 12:04,86 min | Melanie Seeger (SC Potsdam)                                         | 12:27,16 min | Maja Landmann (SC Potsdam)                                   | 13:20,55 min |
| Hochsprung     | Daniela Rath (TSV Bayer 04 Leverkusen)                                         | 1,87 m       | Anett Jambor (TV Gelnhausen)                                        | 1,84 m       | Julia Hartmann (LAV Bayer Uerdingen/Dormagen)                | 1,84 m       |
| Stabhochsprung | Carolin Hingst (USC Mainz)                                                     | 4,55 m       | Martina Strutz (SG Dynamo Schwerin)                                 | 4,40 m       | Sabine Schulte (LG Bonn/Troisdorf/Niederkassel)              | 4,20 m       |
| Weitsprung     | Kathrin van Bühren (Kevelaerer SV)                                             | 6,49 m       | Bianca Kappler (LC asics Rehlingen)                                 | 6,48 m       | Annika Becker (Team Erfurt)                                  | 6,40 m       |
| Dreisprung     | Silvia Otto (Team Erfurt)                                                      | 13,75 m      | Katja Demut (TuS Jena)                                              | 13,67 m      | Sandra Busch (LAC Berlin)                                    | 13,21 m      |
| Kugelstoßen    | Astrid Kumbernuss (SC Neubrandenburg)                                          | 18,93 m      | Petra Lammert (VfB Stuttgart)                                       | 18,58 m      | Nadine Beckel (ASC Düsseldorf)                               | 18,22 m      |
| Fünfkampf      | Sonja Kesselschläger (SC Neubrandenburg)                                       | 4471 Punkte  | Claudia Tonn (LC Paderborn)                                         | 4423 Punkte  | Lilli Schwarzkopf (LC Paderborn)                             | 4409 Punkte  |